# داغ‌دویرن (گرگر)
داغ‌دویرن (به ترکی استانبولی: Dağdeviren) یک منطقهٔ مسکونی کردنشین در ترکیه است که در گرگر، آدیامان واقع شده‌است.